# Ciwan Haco

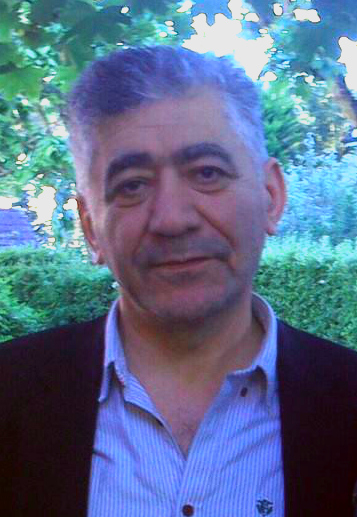
Ciwan Haco

Ciwan Haco (* 17. August 1957 in Tirbespiyê bei Qamischli, Syrien) ist ein kurdischer Sänger. Er lebt in Gävle, Schweden.

## Leben und Karriere
Ciwan Hacos Familie gehörte zu den Großgrundbesitzern in Mardin, die als Folge der Unterdrückung des Scheich-Said-Aufstandes 1925 aus ihrer Heimat floh. Ciwan Hacos Vater, ein Landgutbesitzer, legte besonderen Wert auf Ciwans schulische Bildung. Ciwans Leidenschaft für Musik teilte er anfangs jedoch nicht. Nur die unteren Schichten machten zu jener Zeit Musik. Trotz des Vetos seines Vaters liebte er die Musik und erklärte sie zu seinem Lebensinhalt. Mit 14 Jahren veröffentlichte er schließlich seine ersten Kompositionen. Als er 17 Jahre alt war, hielt er sein erstes Konzert auf einer großen Bühne.
Nach seinem Abitur kam er 1979 nach Deutschland, um Musikwissenschaften an der Ruhr-Universität Bochum zu studieren. Dort lernte er in seinen Studienjahren weniger von den Vorlesungen, als von den Konzerten und Festivals der 1980er Jahre. Insbesondere ließ er sich von drei deutschen Musikern inspirieren, unter ihnen Udo Herbst. War seine Musik bisher sehr stark durch die traditionelle kurdische Volksmusik geprägt, so ließ Ciwan Haco nun Elemente der europäischen und amerikanischen Pop- und Rockmusik einfließen. Mit dieser Basis entwickelte er eigene Formen der Interpretation kurdischer Folklore und bezeichnet seine Lieder als „moderne kurdische Musik“. So ist ein einzigartiger Stil entstanden.
In Norwegen arbeitete er zusammen mit Musikern, die zum Teil über internationale Erfahrungen verfügten. Mitwirkende an seinen CDs waren unter anderem Paolo Vinaccia (Drums/Percussion), Stein Bullhanssen (E-Gitarre), Bugge Wesseltoft (Keyboards) und Bendik Hofseth (Saxophon) mit. Seine Musik erhielt eine neue, bessere Qualität. Durch zahlreiche gut bezahlte Konzerte konnte er sich professionelle Studioaufnahmen leisten. Im Jahr 1991 schloss er seinen ersten offiziellen Plattenvertrag in Norwegen ab. 
Im Jahre 2004 erhielt er eine Auftrittserlaubnis in der Türkei. In Batman vereinte er auf einem Festival 300.000 Türken und Kurden friedlich auf einem spektakulären Konzert. 
Das letzte Konzert auf seiner Türkeitour hielt er in Istanbul unter dem Motto: „für die Liebe und Frieden“. Auf einem Musikfestival in Diyarbakır spielte Haco neben anderen Musikern wie İbrahim Tatlıses zu den Newroz-Feierlichkeiten. 
In dem Film Dol – Tal der Trommeln des kurdischen Regisseur Hiner Saleem spielte Ciwan Haco seine erste Filmrolle.
In seinen Liedern bringt er immer wieder mit Stolz zum Ausdruck, dass er mit dem Leben, Leiden und Kampf seines Volkes in Kurdistan eng verbunden ist. Er erzählt in seinen Werken offen von den 5000 zerstörten kurdischen Dörfern und spricht sich gegen das Verbot seiner Sprache aus. Zu seinen Texten lässt er sich aber nicht nur durch sein Heimatland inspirieren, sondern auch durch die Natur, oder Gedichte, die er vertont.
Erst als er 1999 seine isländische Frau kennenlernte und seine zwei Töchter zur Welt kamen, änderte er seine Texte und widmete sich auch den schöneren Dingen des Lebens – der Liebe und Freude. Unter anderem möchte er mit diesem Wandel in seinen Texten mitteilen: „Wir Kurden müssen uns grundlegend ändern. Früher haben wir auf den Kampf gesetzt. Aber heute müssen wir zu anderen Mitteln greifen. Wir müssen uns der Kultur bedienen. Wir müssen gute Filme, gute Musik, gutes Theater machen. Und zeigen, dass wir auch über Liebe und Sex reden können, nicht nur über Politik.“ Der Musiker lebt mit seiner Frau und seinen drei Kindern, einem Stiefsohn und zwei Mädchen, in Schweden. Ciwan Haco hat 14 Alben veröffentlicht und gibt Konzerte in ganz Europa.

## Diskografie

### Alben
- 1980: Pêşmergene
- 1981: Diyarbekîr
- 1983: Gula Sor
- 1985: Leyla
- 1987: Girtiyên Azadiyê
- 1989: Çaw Bella
- 1991: Sî û Sê Gule
- 1994: Dûrî
- 1997: Bilûra Min
- 1998: Destana Egîdekî
- 2003: Derya
- 2004: Na Na
- 2006: Off
- 2012: Veger
- 2018: Felek

### Livealben
- 2003: Konsera Batmanê

### Singles (Auswahl)
- 1983: Lê Dînê
- 1983: Bêrivanê
- 1983: Pir Xweşe
- 1983: Hevala Evîndar
- 1983: Gula Sor
- 1989: Xeribi
- 1989: Hey Dilberê
- 1989: Nisêbîna Rengîn
- 1989: Nazikê
- 2004: Ax û Eman
- 2004: Na Na
- 2006: Felek-Dostum
- 2006: Welate Min-Ülkem
- 2012: Esmer (mit Hülya Avşar)
- 2012: Eman Dilo
- 2016: Merhaba
- 2018: Nisrînê